# Gadha
Gadha – gaun wikas samiti we wschodniej części Nepalu w strefie Sagarmatha w dystrykcie Siraha. Według nepalskiego spisu powszechnego z 2001 roku liczył on 694 gospodarstw domowych i 4343 mieszkańców (2108 kobiet i 2235 mężczyzn).